# ФК „Марица“ (Белово)
ФК Марица Белово е български футболен клуб от Белово, основан през 1925 година като Родопи. През годините отборът се е състезавал в различните нива на българския аматьорски футбол под имената Родопи, Белана, Белово и др. Играе домакинските си мачове на градския стадион в Белово с капацитет 4200 места.
„КМХ“ (Белово) е преименуван на „Марица“ преди началото на първенството 1981/82 .
Последните години беловци играят предимно в „А“ ОФГ – Пазарджик, като дори в средата на 90-те години печелят промоция за тогавашната „В“ Югозападна АФГ, където се задържат 2 сезона. Кампанията през 2016 – 2017 се оказва изключително неуспешна, като освен слабото представяне, мъжкия отбор напуска и треньора Никола Фотев. В крайна сметка „Марица“ се класира на 14-а позиция и изпада в долната – „Б“ ОФГ Север. През следващия сезон обаче мотивацията в отбора е видимо на по-високо ниво, а и с помощта на завърналите се бивши играчи като Спас Пашев на вратата, Васко Цоклинов и други, беловци не допускат нито една загуба през всичките си 20 изиграни срещи и заслужено се завръщат в горната дивизия.

## Настоящ състав
Вратари
Димитър Илиев,
Спас Пашев
Защитници
Георги Вучев (к),
Валери Камбуров,
Асен Церовски,
Даниел Борисов,
Стоян Илков,
Едуард Ласков
Мартин Василев
Халфове и нападатели
Лъчезар Панчев,
Ангел Захариев,
Венцислав Ганев,
Антонио Цветански,
Добромир Методиев,
Павел Вучев,
Георги Ганчев,
Васил Чепанов,
Злати Борисов,
Стоян Блажев.